# Sint-janskaartmot
De sint-janskaartmot (Agonopterix liturosa) is een vlinder uit de familie grasmineermotten (Elachistidae). De wetenschappelijke naam is voor het eerst geldig gepubliceerd in 1811 door Haworth.
De soort komt voor in Europa.